# Platystele misera
Platystele misera är en orkidéart som först beskrevs av John Lindley, och fick sitt nu gällande namn av Leslie Andrew Garay. Platystele misera ingår i släktet Platystele och familjen orkidéer. Inga underarter finns listade i Catalogue of Life.